# Афарська писемність

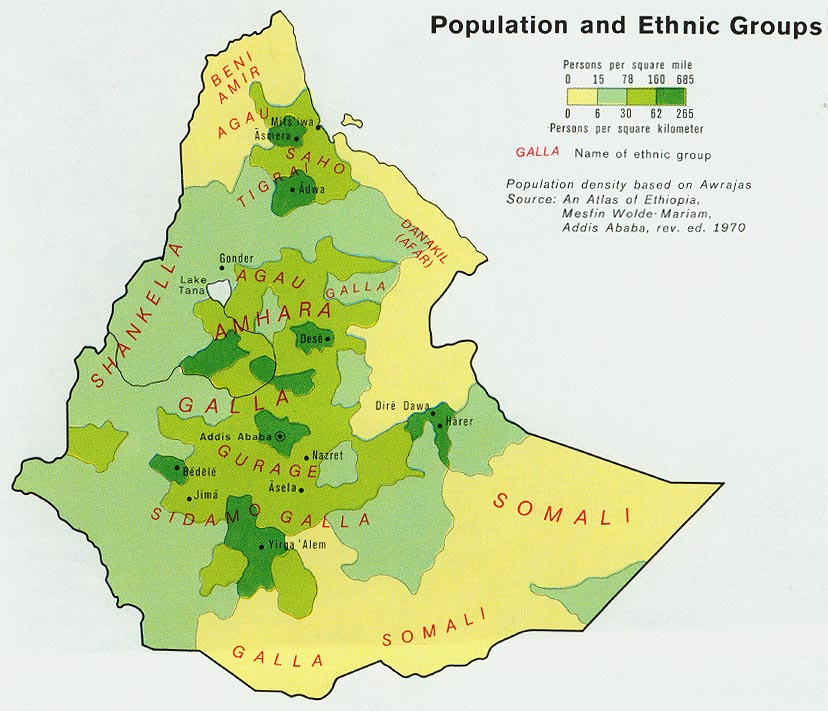
Поширення афарської мови в Ефіопії та Еритреї.

Афарська писемність — писемність афарської мови. Ця мова користується латинським і ефіопським письмом. Також використовується арабське письмо.

## Латинське письмо[1]
Латинську абетку для афарської мови створили Діміс (Dimis) і Реедо (Reedo) у 1976 році. Використовується в Ефіопії, Еритреї і Джибуті.
| A a | Q q | B b | D d | X x | E e | F f | G g | H h | C c | I i | K k |
| --- | --- | --- | --- | --- | --- | --- | --- | --- | --- | --- | --- |
| /a/ | /ʕ/ | /b/ | /d/ | /ɖ/ | /e/ | /f/ | /g/ | /h/ | /ħ/ | /i/ | /k/ |

| L l | M m | N n | O o | R r | S s | Sh sh | T t | U u | W w | Y y | J j  |
| --- | --- | --- | --- | --- | --- | ----- | --- | --- | --- | --- | ---- |
| /l/ | /m/ | /n/ | /o/ | /r/ | /s/ | /ʃ/   | /t/ | /u/ | /w/ | /j/ | /d͡ʒ/ |

- Довгі голосні передаються на письмі подвоєнням букв для голосних: aa [aː], ee [eː], ii [iː], oo [oː], uu [uː].
- Подвоєння приголосних позначається написанням двох букв для відповідного приголосного.

## Ефіопське письмо[2]
Ефіопське письмо використовується для запису афарської мови в Ефіопії.
| МФА | u | i | a | e | ɨ/- | o |
| --- | - | - | - | - | --- | - |
| h   | ሁ | ሂ | ሃ | ሄ | ህ   | ሆ |
| l   | ሉ | ሊ | ላ | ሌ | ል   | ሎ |
| ħ   | ሑ | ሒ | ሓ | ሔ | ሕ   | ሖ |
| m   | ሙ | ሚ | ማ | ሜ | ም   | ሞ |
| r   | ሩ | ሪ | ራ | ሬ | ር   | ሮ |
| s   | ሱ | ሲ | ሳ | ሴ | ስ   | ሶ |
| ʃ   | ሹ | ሺ | ሻ | ሼ | ሽ   | ሾ |
| b   | ቡ | ቢ | ባ | ቤ | ብ   | ቦ |
| t   | ቱ | ቲ | ታ | ቴ | ት   | ቶ |
| n   | ኑ | ኒ | ና | ኔ | ን   | ኖ |
| ʔ   | ኡ | ኢ | ኣ | ኤ | እ   | ኦ |
| k   | ኩ | ኪ | ካ | ኬ | ክ   | ኮ |
| w   | ዉ | ዊ | ዋ | ዌ | ው   | ዎ |
| j   | ዩ | ዪ | ያ | ዬ | ይ   | ዮ |
| d   | ዱ | ዲ | ዳ | ዴ | ድ   | ዶ |
| ɖ   | ጁ | ጂ | ጃ | ጄ | ጅ   | ጆ |
| ɡ   | ጉ | ጊ | ጋ | ጌ | ግ   | ጎ |
| f   | ፉ | ፊ | ፋ | ፌ | ፍ   | ፎ |
| ʕ   | ዑ | ዒ | ዓ | ዔ | ዕ   | ዖ |
| МФА | u | i | a | e | ɨ/- | o |

- Довгі голосні передаються написанням знака ◌. (крапка, яка ставиться справа збоку біля нижньої частини складового знака) після відповідного складового знака.

| Знак | Назва                  |
| ---- | ---------------------- |
| ◌.   | знак довготи голосного |

Для прикладу показано передачу довгих голосних зі знаком для приголосного [s].
| МФА | uː | iː | aː | eː | oː |
| --- | -- | -- | -- | -- | -- |
| s   | ሱ. | ሲ. | ሳ. | ሴ. | ሶ. |

- Подвоєння приголосних позначається написанням знака ◌͘ (крапка, яка ставиться справа збоку біля верхньої частини складового знака) після відповідного складового знака.

| Знак | Назва                       |
| ---- | --------------------------- |
| ◌·   | знак подвоєння приголосного |

Для прикладу показано передачу подвоєного звука [sː].
| МФА  | sːu | sːi | sːa | sːe | sːɨ/sː | sːo |
| ---- | --- | --- | --- | --- | ------ | --- |
| знак | ሱ·  | ሲ·  | ሳ·  | ሴ·  | ስ·     | ሶ·  |

- Одночасні подвоєння приголосного і довгота голосного позначаються послідовним написанням знаків подвоєння приголосного і довготи голосного після складового знака.

| Знак | Назва                                           |
| ---- | ----------------------------------------------- |
| ◌·.  | знак подвоєння приголосного і довготи голосного |

Для прикладу показано передачу подвоєного звука [sː] з довгими голосними.
| МФА  | sːuː | sːiː | sːaː | sːeː | sːoː |
| ---- | ---- | ---- | ---- | ---- | ---- |
| знак | ሱ·.  | ሲ·.  | ሳ·.  | ሴ·.  | ሶ·.  |

## Арабське письмо
Арабське письмо використовувалось для запису історичних хронік та іншої літератури. При цьому звук [ɖ] передавався або буквою د‎ з діакритичним знаком, або буквою ر‎, якщо цей звук був між голосними. Розробкою арабського письма для афарської мови займається Ісламська організація з питань освіти, науки і культури (إيسيسکٯ‎/ISESCO).

## Додаткові джерела і посилання
- Ісламська книга афарською мовою (латинське письмо).
- Книга Буття афарською мовою (латинське письмо).
- Новини ефіопського регіону Афар (англійська і афарська мови).
- «Qafar Afih Maybalaalaqah Ayyufta». Газета афарською мовою (травень 2012).
- «Majallat». Газета афарською мовою.
- «Qafar Afih Maybalaalaqah Ayyufta». Газета афарською мовою (березень 2012).